# Brian Dzingai
Brian Dzingai (Harare, 29 april 1981) is een Zimbabwaans atleet, die gespecialiseerd is in de 200 m. Zijn beste persoonlijke tijd op dit nummer is 20,12 s, wat tevens het Zimbabwaanse record is. Hij nam tweemaal deel aan de Olympische Spelen.
In 2004 was Dzingai voor de eerste maal present bij de Olympische Spelen in Athene, waar hij deelnam aan de 200 m. Hij kwam tot de kwart-finale, waarin hij op een vijfde plaats strandde in 20,87, nadat hij in de serie 20,72 had gelopen.
Vier jaar later vertegenwoordigde Brian Dzingai Zimbabwe opnieuw op de Olympische Spelen van 2008 in Peking. Hij was de vlaggendrager van zijn land. Ditmaal haalde hij op zijn specialiteit de finale, waarin hij aanvankelijk zesde werd in 20,22. Door de diskwalificaties van Churandy Martina en Wallace Spearmon werd hij uiteindelijk als vierde geklasseerd.

## Persoonlijke records
| Onderdeel | Prestatie | Datum             | Plaats      |
| --------- | --------- | ----------------- | ----------- |
| 100 m     | 10,19 s   | 25 september 2008 | Daegu       |
| 200 m     | 20,12 s   | 10 juni 2004      | Austin      |
| 400 m     | 48,96 s   | 11 april 2009     | Tallahassee |

## Palmares

### 200 m
Kampioenschappen
- 2004: 5e ¼ fin. OS - 20,87 s
- 2006: 6e Afrikaanse kampioenschappen - 21,24 s
- 2007: 7e Wereldatletiekfinale - 20,56 s
- 2008: 4e OS - 20,22 s
- 2008: 6e Wereldatletiekfinale - 20,88 s
- 2009: 8e Wereldatletiekfinale - 21,22 s

Golden League-podiumplek
- 2007:  Bislett Games – 20,32 s

### 4 x 100 m
- 2007:  Afrikaanse Spelen - 39,16 s